# Kaszëbë (album)
Kaszëbë – debiutancki album grupy Blenders, wydany 17 kwietnia 1995 roku, nakładem wytwórni Polton.

## Lista utworów
źródło:.
1. „Kaszëbë” – 4:30
2. „Nie słuchał mamy” – 4:56
3. „We'll Be in Touch” – 4:30
4. „Tea Bags Are Alive” – 4:18
5. „Taki ktoś” – 3:20
6. „Merry X-mas” – 4:15
7. „Za pokojem” – 4:35
8. „Nie ma co się gniewać” – 4:50
9. „Jeszcze” – 4:10
10. „I Think About (Those Times)” – 2:40
11. „Skrzydeł kształt” – 3:48
12. „A Quest Inside of U” – 3:00
13. „S.M.P.” – 3:35

## Muzycy
źródło:.
- Marcel Adamowicz – śpiew, sample
- Szymon Kobyliński – gitara, śpiew
- Sławomir Urbański – gitara basowa
- Tomasz Urbański – gitara, śpiew

gościnnie
- Boris Peeping – śpiew
- Karolina Gorgol – śpiew
- Maja Kisielińska – śpiew
- Tomasz Łosowski – perkusja
- Glenn Meyer – rap
- Leszek Możdżer – piano
- Adam Wiśniewski – puzon